# Château Teutsch
Le château Teutsch ou  château Hochberg à Wingen-sur-Moder, dans le département français du Bas-Rhin, fut construit en 1863 par Édouard Teutsch, alors propriétaire de la Verrerie du Hochberg. Au cœur du parc naturel régional des Vosges du Nord et situé en face du musée Lalique, il est entouré d’un jardin de 1,7 hectare. Le bâtiment a été classé monument historique en 1996. Il est aujourd’hui un hôtel et un restaurant (château Hochberg).

## Localisation
Le château est situé 2, rue du Château-Teutsch à Wingen-sur-Moder (anciennement 24 rue du Hochberg).

## Historique
Le château a été construit en 1863 par Édouard Teutsch, alors propriétaire de la Verrerie du Hochberg.
L'édifice fait l'objet d'une inscription au titre des monuments historiques depuis 1996.